# Une femme de notre temps
Pour plus de détails, voir Fiche technique et Distribution.
Une femme de notre temps est un film français réalisé par Jean Paul Civeyrac et sorti en 2022.

## Fiche technique
Sauf indication contraire, les informations mentionnées dans cette section peuvent être confirmées par la base de données cinématographiques IMDb,  présente dans la section « Liens externes ».
- Titre : Une femme de notre temps
- Réalisation et scénario : Jean Paul Civeyrac
- Musique : Valentyn Sylvestrov
- Photographie : Pierre-Hubert Martin
- Montage : Evy Roselet
- Production : Frédéric Niedermayer
  - Coproduction : Oury Milshtein
- Sociétés de production : Moby Dick Films et Iliade & Films
- Société de distribution : Rezo Films
- Pays de production :  France
- Langue originale : français
- Format : couleur — 2,35:1
- Genre : Drame
- Durée : 96 minutes
- Dates de sortie :
  - Suisse : 9 août 2022 (Locarno)
  - France : 5 octobre 2022

## Distribution
- Sophie Marceau : Juliane Verbeke
- Johan Heldenbergh : Hugo Verbeke
- Cristina Flutur : Virginia
- Héloïse Bousquet : Solène
- Michaël Erpelding : Nils
- Ouassini Embarek : Samy
- Mathilde Weil : Agathe Verbeeck
- Manuel Le Lièvre : le chasseur
- Christelle Cornil : Fabienne
- Olivia Forest : Lydia Crachet
- Sarah-Laure Estragnat : Constance

## Accueil

### Critique
En France, le site Allociné propose une moyenne de 2,6⁄5, après avoir recensé 20 critiques de presse,.
La critique presse française est plus que partagée à la réception du film. Pour Le Figaro, « Celle qui a longtemps été la personnalité préférée des Français ne se donne pas forcément le beau rôle dans le costume d’une amazone vengeresse et tragique. Elle trouve assurément ici l’un des personnages les plus forts et troublants de sa carrière. ». La critique est rejoint par celle du journal Libération, qui estime que l'actrice, avec « ses gestes exacts et irréels, est ici à son plus étrange, à son meilleur, rappelant son rôle dédoublé du beau Ne te retourne pas (Marina De Van) ».
Pour la critique du Monde, le réalisateur cherche à aborder un « public plus large ». Pour la rédaction du Parisien, le film trouve un échos dans l'actualité en estimant que « cette mise à mort symbolique d’un mâle alpha caricatural mais pas invraisemblable dans son égoïsme, ses mensonges tranquilles, son indifférence à tout ce qui n’est pas son bon plaisir qui finit par tourner à la monstruosité, n’est pas un mauvais portrait à l’ère #MeToo. ».
Dans les critiques les plus négatives, on peut mettre en avant celle de La Croix : « La platitude des dialogues malgré leur rareté, le lyrisme appuyé de la mise en scène et l’omniprésence des violons, constamment redondants avec ce que montre l’image (malaise, tension, violence, etc.), achèvent d’épuiser le spectateur qui aura cherché en vain une épaisseur et un sens à cette intrigue trop ténue. ».
Pour L'Obs, peu de choses peuvent être portées au crédit du film : « Mouvement #MeToo mal digéré, péripéties invraisemblables, abus d’instruments à cordes, vision d’un autre âge (trahie par un homme, une femme se venge)… Sophie Marceau, aux abonnés absents, participe de l’accablement. ».

### Box-office
Pour son premier jour d'exploitation, Une femme de notre temps se classe en septième position du box-office des nouveautés avec 1 842 entrées (dont 412 en avant-première), pour 118 copies. Le long-métrage est précédé au classement par Un beau matin (6 507), et suivit par le drame italien Anima bella (1 205).